# Contea di Hancock (Virginia Occidentale)
La contea di Hancock (in inglese Hancock County) è una contea dello Stato della Virginia Occidentale, negli Stati Uniti. La popolazione al censimento del 2000 era di 32 667 abitanti. Il capoluogo di contea è New Cumberland.
Si trova nel panhandle settentrionale dello stato.